# Протести у Казахстану 2022.
Протести у Казахстану (каз. Қазақстандағы наразылық шаралары; Qazaqstandağy narazylyq şaralary) су унутрашњи државни немири у Републици Казахстан који трају од 2. јануара 2022. године. Разлог због ког су се почели одржавати је пораст цијене течног нафтног гаса, која се по мишљењу предсједника Казахстана Касим Жомарт Токајева почела мијењати од 1. јануара 2022. године када се цијена ТНГ почела формирати тржишно преко електронских трговачких платформи и берзи. Као један од главних криваца за такво стање је проглашено Министарство енергетике Републике Казахстан, те крупније енергетске компаније попут Казмунајгаза и Казахгаза.

## Хронологија

### 2. јануар
Ујутро 2. јануара 2022. године становници мјеста Жангаозен су блокирали пут у знак протеста против раста цијена. Житељи који су се ту окупили су позвали акима области Нурлана Ногајева и акима града Максата Ибагарова да донесу неке мјере у циљу стабилизације цијене горива.

### 3. јануар
Стотине житеља Жангаозена су се током ноћи окупили на централном тргу. Око 1000 људи учествује у протестима, а њихови захтјеви поред друштвено-политичких постајали су и политички. Аким области и директор рафинерије гаса су се појавили пред демонстрантима, међутим након неуспјеха напустили су трг.

### 4. јануар
Током дана казахстанске власти најавиле су снижење цијена у Мангистауској области до 50 тенги (око 0,10 €) по литру. Међутим тиме се демонстрације нису прекинуле.
Такође 4. јануара предсједник Казахстана Касим Жогарт Токајев се видеоснимком обратио учесницима демонстрација да "покажу разум" и не врше ништа незаконито.
У међувремену се и у другим градовима Казахстана проширују демонстрације. У Алма Ати демонстранти су блокирали поједине дијелове града. Полиција се већ појавила на тргу Астане и блокирала све приступе ка тргу, но међутим демонстранти су успјели се кретати по улицама Толе би, Абаја и другим у центру града. Ту је дошло и до мањих сукоба демонстраната са полицијом и казахстанским ОМОН-ом. Полиција је употребила том приликом шок-бомбе и сузни гас Поред улица у центру Алма Ате, демонстранти предвођени лидером опозиционе Демократске партије Жанболатом Мамајем су се окупили око спортске дворане "Алмати Арена". У ноћи са 4. на 5. јануар демонстранти су почели палити службена полицијска возила, а бројност по појединим медијима је оцијењена између једне и неколико хиљада демонстраната. Током ноћи су се појавиле и гласине о увођењу војне технике у град.
И у градовима попут Атирауа и Нур Султана је било демонстрација. У Атирауу су демонстранти ујутру се окупили око локалне пијаце и у групама се упутили ка централном тргу Исатаја и Махамбета на ком су биле стотине окупљених. Демонстранти су опкружили акима Атирауске области Махамбета Досмухамбетова и нису му дозволили да у свом аутомобилу напусти трг. У многим градовима су спроведена лишења слободе. По јављању продемонстрантских средстава масовног информисања у Нур-Султану је приведено "неколико стотина људи". У предвечерје у Казахстану су престали функционисати друштвене мреже Телеграм, Вотсап и Сигнал, а у Алма Ати се прекинуо емитовати сигнал мобилног интернета.

### 5. јануар
Казахстански провајдер "Казахтелеком" је закључао интернет у цијелој држави. Као посљедица томе, у цијелој земљи су становници почели да подижу новац са рачуна, а испред банкомата су се појавили редови, због тога што бесконтактно плаћање, плаћање картицама и електронским путем више није могуће.
По обавјештењу Министарства унутрашњих послова Републике Казахстан, током нереда је до тог дана погинуло не мање од осам полицијских службеника и службеника националне гарде, а њих 317 је повријеђено.
У Алма Атију се по подацима институција јавног здравства јавило 190 људи након немира 4. јануара. Од 190 пацијената, 40 их је самостално дошло до болница, а 150 је довезено. Усљед тежих клиничких слика 40 људи је хоспитализовано, а седмеро реанимирано, међу којима су и четири полицијска службеника. Од укупног броја, њих 137 су полицајци, а 53 цивили.
Од стране команданта града Алма Атија је саопштено да су се у ноћи са 4. на 5. јануар "активирале екстремистичке групе". Током вечери и ноћи у граду је запаљено преко 120 возила, а од тога 33 службена возила полиције, санитетска и ватрогасна возила. Разбијено је 120 излога продавница, 180 објеката јавне прехране, 100 канцеларија малог и средњег бизниса. Претучено је преко 500 лица, а од тога 130 жена и стараца. По ријечима команданта града, са наступањем јутра 5. јануара поновили су се нови напади екстремиста.
Команда града је током дана саопштила да су улица Толе би, алеје Рајимбека и Абаја, као цијели центар града затворени за саобраћај. Око 300 демонстраната се са палицама кретало са запада града ка поменутим улицама, послије чега су продужили ка центру града. У наведеном рејону града су продавнице и киосци већ били затворени. За демонстрантима су остали разбацана цигла и чауре ловачких патрона. Полицајаца у том моменту ту није било, међутим демонстранти су напали паркирани полицијски аутомобил и оштетили војни камион.
Поред тога демонстранти су покушали да се пробију према старој резиденцији предсједника Казахстана у Алма Атију. Око 3000 демонтстраната је дошло у сукоб са полицијом због покушаја уласка у градску управу (акимат) и у стару предсједничку резиденцију. По демонстранте је дјелимично успјешно прошао продор у зграду градског акимата, међутим унутра је удар узвратила полиција шок-бомбама. Супротстављена страна је такође имала шок-бомбе, те палице и штитове. Убрзо након уласка у зграду акимата, из зграде је почео да излази црни дим и чула се паљба из ватреног оружја, а органи реда су убрзо напустили зграду усљед пожара подметнутог од стране демонстраната. Тиме је зграда градског акимата била заузета. Око 10 полицијских службеника који су чували зграду су тешко повријеђени. С друге стране и алматијска предсједничка резиденција је заузета и запаљена од стране демонстраната.
Поред резиденције и акимата, нападнуте су још и телевезијске куће међу којима су државни тв канал "Казахстан" (каз. Қазақстан), Мир 24, КТК, те одбор партије Нур Отан у Ауезовском рејону и зграда полицијске управе у Алма Атију. Све зграде су нападнуте и запаљење. У згради телеканала "Казахстан" су демонстранти пребили раднике и запалили зграду, док у Мир 24 су уништили опрему. Телевизија КТК је прекинуо своје емитовање програма због провале демонстраната у зграду телевизије. Зграда полицијске управе је нападнута, а полицијска возила су паљена током читавог дана.
Такође, предвече демонстранти су почели дизати барикаде и долази до појаве пљачкаша који током читаве ноћи ће вршити кривична дјела у виду пљачкања, крађе, обијања, нарушавања јавног реда и мира у већем обиму, разваљивања банкомата, те ће доћи до физичких напада на становништво. Због тога многи становници Алма Ате не одлучују се да напусте своје домове, а уопштено међу становништвом је завладала паника. Исто тако током читаве вечери и ноћи су трајале размјене ватре између снага полиције и демонстраната.
Поред града, демонстранти су покушали да изврше и напад на међународни аеродром у Алма Атију. Успјели су да га заузму у тренутку када је започела евакуација радника аеродрома. Такође и аутобуска станица "Сајрјан" је била под оружаном ватром. Током ноћи су започете специјалне антитерористичке операције у којима је дио града поново стављен под контролу казахстанских власти укључујући и међународни аеродром.
Ни у многим другим градовима Казахстана није било мирно. У Актобеу демонстранти су покушали да изврше напад и заузму градски акимат, а против њих су употребљене шок-бомбе. По саопштењу Радија "Слобода" (каз. Радио Азаттык) казахстанска редакције америчког "Радио Слободна Европа") у Атирауу је дошло до размјене ватре између снага полиције и демонстраната гдје је наводно један демонстрант смртно рањен.
У Павлодару су првобитно демонстранти хтјели да изразе незадовољство због цијена гаса и мале плате. Међутим у међувремену су покушали да заузму зграду акимата Павлодарске областе. У сусрет њима су изашли аким Павлодара и аким Павлодарске области који су им саопштили мјере које ће се спровести у циљу стабилизације ситуације у земљи. Навече је дошло и до сукоба између демонстраната и полиције, а употребљени су шок-бомбе и техника посебне намјене у циљу обустављања протеста. Због покушаја напада на зграду акимата, полиција је извршила масовно привођење демонстраната. Током њихових испитивања утврђено је да већина демонстраната нису становници Павлодара, већ да су доведени из Бајанаулског рејона.
У граду Талдикорган је током демонстрација оборен и разбијен споменик бившем предсједнику Казахстана Нурсултану Назарбајеву. У Уст-Каменогорску су на Тргу Републике демонстранти захтијевали од власти и акима Источноказахстанске области да се уради нешто по питању високих цијена производа и горива, ниских плата и рада јавног превоза. Нешто касније су се међу демонстрантима и полицијом појавили сукоби, а током читавог дана су се могле чути експлозије и размјене ватре.

#### Увођење ванредног стања
Указом предсједника Казахстана "у вези са озбиљном и непосредном опасношћу безбједности грађана у циљу обезбјеђивања опште безбједности, успостављања законости и правног поретка, заштите права и слобода грађана" је од 5. јануара од 1 час и 30 минута до 19. јануара 2022. у 0.00 часова уведено ванредно стање у граду Алма Ата и у Мангистауској области. Касније је издат указ о увођењу ванредног стања у Алматинској области од 12.30 до 19. јануара, те у Нур Султану од 16.00 до 19. јануара. Навече тог дана од 20.30 до 19. јануара је ванредно стање уведено још у Шимкенту, Жамбилској и Кизилординској области. До краја дана је уведено ванредно стање на територији цијелог Казахстана (званично од 22 часа 5. јануара је ванредно стање проглашено у Акмолинској, Актјубинској, Источноказахстанској, Западноказахстанској, Карагандинској, Туркестанској, Костанајској, Павлодарској и Сјеверноказахстанској области).
По указима предсједника Токајева о увођењу ванредног стања, исто обухвата сљедеће мјере:
1. појачавање заштите јавног реда, заштите нарочито важних државних и стратешких објеката, као и објеката који омогућавају живот становништва и функционисање саобраћаја,
2. увођење ограничења на слободу превоза у виду превоза средствима саобраћаја,
3. вршење провјера докумената утврђивајући идентитет физичких лица, лични преглед грађана, преглед ствари које носе са собом, те преглед саобраћајних средстава,
4. ограничење на улаз и излаз из области у којима је уведено ванредно стање,
5. забрана организације и вршења мирних окупљања, позоришних, спортских и других видова масовних догађаја,
6. забрана штрајкова и других начина прекида или обуставе рада правних лица,
7. забрана продаје оружја, борбених средстава, експлозивних, посебних или отровних супстанци,
8. увођење посебног режима кретања љекарских и наркотичких средстава, психоактивних супстанци, прекурзора, као и етилног спирита алкохолне производње и
9. привремено одузимање оружја и борбених средстава и отровних супстанци физичким лицима, а правним лицима привремено одузимање, поред оружја, борбених средстава и отровних супстанци, и борбене и школске војне технике, експлозивних и радиоактивних супстанци.

### 6. јануар
Током ноћи у Алма Ати су владине снаге покушали да одбију демонстранте од административних зграда у граду, првенствено од полицијских зграда. Ујутро је објављено да је у сукобима са полицијом убијено око 10 учесника немира. Такође говорило се и о 13 убијених припадника владиних снага, међу којима су два била обезглављена. До вечери се број погинулих припадника органа реда увећао до 18. Током друге половине дана пренесено је путем медија да је слободе лишено преко 2000 демонстраната.

### 7. јануар
Предсједник Токајев је у свом обраћању народу Казахстана на јутарњем засиједању контратерористичког штаба говорио о тренутној ситуацији у држави и изјавио је да је дозволио употребу оружја без упозорења против оних који буду вршили оружане и терористичке нападе, да борбу против терориста мора довести до краја, као и да "сви који се не предају биће уништени". Такође је дозвољено у појединим регионима и у одређено вријеме пуштање интернет саобраћаја, те да ће у оним регионима у којима није дошло до дестабилизације ситуације у земљи, постепено се укинути ванредно стање.
У Алма Ати су се почеле формирати "народне дружине" од бивших ветерана рата у Авганистану као вид заштите од напада преступника.
Током 7. јануара објављен је списак погинулих припадника Министарства унутрашњих послова Републике Казахстан. Међу погинулима су:
1. Сланбеков, Рахат Нурбајевич (каз. Сланбеков, Рахат Нубаевич) - капетан полиције; рођен 1988; из Тараза,
2. Камбетов, Ринат Талгатович (каз. Камбетов, Ринат Талгатович) - старији водник полиције; рођен 1988; из Алма Атија,
3. Асилханов, Ален Мухитович (каз. Асылханов, Ален Мухитович) - водник полиције; рођен 1993; из Алма Атија,
4. Ержанов, Ербол Тлеубекович (каз. Ержанов, Ербол Тлеубекович) - заставник правосуђа; рођен 1976,
5. Кајсаров, Мадијар Оразович (каз. Кайсаров, Мадияр Оразович) - редов (на одслужењу војног рока), рођен 2002,
6. Аманов, Ајбат Ерболович (каз. Аманов, Айбат Ерболович) - редов (на одслужењу војног рока), рођен 2003,
7. Алмасов, Нурболсин Ганијевич (каз. Алмасов, Нурболсын Ганиевич) - десетар полиције (рус. младший сержант), рођен 1994, службеник управе полиције Жамбилске области.

## Галерија
- Демонстранти у граду Актобе постављају јурту, 4. јануар
- Демонстранти се грију поред ватре, Актобе, 4. јануар